# Nikos Papanikolaou
Nikolaos Papanikolaou, detto Nikos (in greco Νικόλαος "Νίκος" Παπανικολάου?; Rodi, 1º giugno 1985), è un cestista greco.

## Carriera
Con la Grecia under 26 ha disputato i Giochi del Mediterraneo di Pescara 2009.